# Билли Грэм (рестлер)
Элдридж Уэйн Коулман (англ. Eldridge Wayne Coleman), более известный как «Суперзвезда» Билли Грэм (англ. «Superstar» Billy Graham; 7 июня 1943, Финикс — 17 мая 2023, Финикс) — американский рестлер.
Он получил известность благодаря тому, что в 1977—1978 годах был чемпионом WWWF в тяжёлом весе. Он является трёхкратным чемпионом мира в крупнейших рестлинг-промоушенах. Как культурист, удостоенный наград, он был партнером Арнольда Шварценеггера, который является крёстным отцом дочери Грэма.
Грэм произвел революцию в области интервью и телосложения рестлера, а также своим харизматичным стилем выступлений. Среди его протеже в рестлинге — Халк Хоган, Джесси Вентура и Рик Флэр.
Введён в Зал славы WWE в 2004 году

## Ранние годы
Уэйн Коулман родился в Финиксе (штат Аризона) семье рабочих. Его отец имел английские корни, а мать германо-черокское происхождение. Уже в детстве Уэйн продемонстрировал талант в рисовании и дизайне, которое позже вылилось его интерес к изобразительному искусству. С десятилетнего возраста он стал интересоваться культуризмом и стал посещать тренажёрный зал. В 11 лет он собрал свой собственный инвентарь для тренировок из труб и банок из под кофе, которые наполнял цементом. В подростковом возрасте он постоянно читал журналы по культуризму, а его кумирами были Стив Ривз и Джон Гримек. Кроме увлечению культуризмом он стал набожным христианином и стал проповедником Ассамблеи Бога. Его привычка включать в свои проповеди подвиги силы сделали его очень популярным среди молодых прихожан.
В старшей школе Коулман стал чемпионом по толканию ядра, а также увлекался любительским и профессиональным боксом. Он участвовал в турнире Golden Gloves 1959 года. Позже он стал заниматься американским футболом: он выступал за клуб Канадской футбольной лиги «Монреаль Алиутс» (1967—1968) и играл за клуб Национальной футбольной лиги «Окленд Рэйдерс» (1968). В перерывах он работал вышибалой в различных ночных клубах Финикса, Нью-Йорка и Лос-Анджелеса.

## Карьера в бодибилдинге
В 1961 году Коулман стал победителем конкурса Mr. Teenage America по бодибилдингу в дивизионе Западного побережья, а его фотография вскоре появилась в журнале Боба Хоффмана Strength and Fitness. Коулман начал интенсивно тренироваться в 1968 году в Gold’s Gym в Санта-Монике, где он занимался с Дэйвом Дрейпером, Франко Колумбу и Арнольдом Шварценеггером. В это время он смог выжать 605 фунтов (мировой рекорд, принадлежавший его другу Пэту Кейси, составлял 616 фунтов). Одна из фотосессий Коулмана со Шварценеггером была показана в том же году в журнале Джо Вайдера Muscle Fitness.

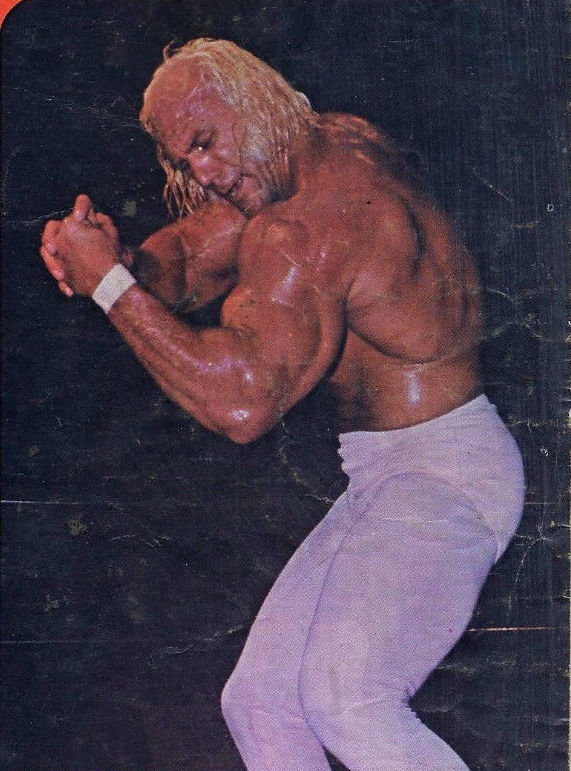
Грэм в 1975 году

Когда два года спустя Коулман решил стать рестлером, его посетило вдохновение соединить рестлинг с бодибилдингом. Будучи рестлером, он постоянно тренировался, а в 1975 году подготовился к конкурсу Всемирной гильдии бодибилдинга Pro. Mr. America в Нью-Йорке, где его 22-дюймовые бицепсы заняли первое место в номинации «Самые развитые руки». На пике своей рестлерской карьеры в 1977 году Коулман весил 125 кг. С 1978 года он набрал ещё больше веса и в 1980 году, при весе 147 кг, принял участие в конкурсе «Самый сильный человек мира» в Грейт-Гордж, Нью-Джерси. Он занял седьмое место в этом соревновании, несмотря на то, что получил травму в одном из упражнений. 6 декабря того же года Коулман провел в Финиксе чемпионат США по пауэрлифтингу.

## Разногласия с Макмэнами
В начале 1990-х годов федеральные агенты США расследовали деятельность доктора Джорджа Захоряна, врача из Гаррисбурга, Пенсильвания, который отпускал анаболические стероиды и другие препараты рестлерам World Wrestling Federation (WWF). В 1991 году доктор Захорян был осужден в соответствии с федеральным законом США о борьбе со злоупотреблением наркотиками от 1988 года, который запрещал назначение стероидов в нетерапевтических целях. Это привело к тому, что в 1994 году владелец WWF Винс Макмэн, который сам признался, что употреблял стероиды, предстал перед судом по обвинению в распространении стероидов. Суд завершился оправданием Макмэна. В это время Грэм лично подал в суд на Захоряна и WWF, утверждая, что они заставили его принимать стероиды, чтобы сохранить свое положение в компании. Его иск не был удовлетворен, отчасти потому, что он употреблял стероиды в течение десяти лет, предшествовавших его дебюту в WWF. Вспоминая об иске в эпизоде 2003 года шоу WWE Confidential, он объяснил судебный процесс своей обидой и заявил, что он был первопроходцем в использовании стероидов в организации.
В это время Грэм проводил кампанию по информированию общественности об опасности стероидов, включая выступление с Макмэном на «Шоу Фила Донахью» в 1992 году. Во время выступления на шоу Донахью Грэм заявил, что был свидетелем сексуального насилия над детьми со стороны руководства WWF. Макмэн заявил, что такого насилия не было, а Грэм позже признался, что выдумал эти обвинения, надеясь вымогать у WWF деньги за молчание. В своей автобиографии Грэм назвал эти обвинения «самым позорным моментом не только в карьере рестлера, но и в моей жизни». Грэм написал извинения Макмэну, но не получил ответа до 2002 года, когда ему пересадили печень.
Через пять лет после введения в Зал славы WWE Грэм был освобожден от должности консультанта в World Wrestling Entertainment. Он продал свое кольцо Зала славы на eBay, чтобы оплатить медицинские счета, и потребовал, чтобы его полностью исключили из Зала славы после того, как в него был введен Абдулла Мясник. Грэм жаловался, что Абдулла никогда не выступал в компании. Однако Абдулла выступал за WWWF в 1972 году.
Грэм выступал против Линды Макмэн во время её сенатской кампании 2010 года, утверждая, что она дистанцируется от пикантных программ, на которых она наживалась, будучи генеральным директором WWE. Узнав, что состояние его печени ухудшилось, Грэм извинился перед Макмэнами и даже предложил стать представителем в предвыборной кампании Линды Макмэн.
В июле 2015 года Грэм отправил Винсу Макмэну письмо с просьбой занять место Дасти Роудса, который недавно умер, в NXT. Грэм подвергся критике со стороны фанатов из-за его невовремя сделанного заявления и оппортунизма. Он защищался, называя своих критиков «злобными недочеловеками», и сравнивал возможное примирение с Макмэном с давним критиком WWE, Бруно Саммартино, который примирился с Макмэном и был включен в Зал славы WWE в 2013 году.

## Личная жизнь
В 2002 году Грэму была пересажена печень от 26-летней женщины-донора, погибшей в автокатастрофе. На момент пересадки у Грэма был цирроз печени. 24 мая 2006 года Грэм был снова госпитализирован из-за непроходимости кишечника, возникшей после ранее проведенной операции.
В июле 2010 года Грэм был госпитализирован из-за проблем с печенью. После этого он объявил, что ему, вероятно, осталось жить всего один год без повторной пересадки печени. Грэм зарезервировал место для захоронения на кладбище Green Acres в Скоттсдейле, Аризона, рядом с Эдди Герреро. 31 марта 2011 года газета The Phoenix New Times сообщила, что врач Грэма, Гектор Родригес-Луна, признал, что прогрессирующий фиброз Грэма может быть ранним циррозом и что он сможет прожить ещё два года, если будет принимать интерферон — препарат, замедляющий развитие гепатита С. К 2012 году у Грэма была диагностирована третья стадия болезни печени и цирроз.
17 января 2013 года Грэм был госпитализирован с двойной пневмонией и возможной сердечной недостаточностью. В октябре 2014 года он был повторно госпитализирован в связи с осложнением со стороны печени.
2 августа 2016 года Грэм был госпитализирован во время прохождения медицинской процедуры из-за внутреннего кровотечения; 3 августа он перенес операцию для выявления причины проблем.
В августе 2022 года Грэму ампутировали пальцы ног.

## Смерть
Грэм был госпитализирован в январе 2023 года в результате инфекции уха и черепа. К апрелю его состояние ухудшилось; он потерял 36 кг и проходил лечение от проблем с почками, сердцем и легкими. Грэм умер 17 мая, за три недели до своего 80-летия, до этого был переведен на систему жизнеобеспечения.

## Коронные приёмы
Завершающие приёмы
- Медвежьи объятия (англ. Bearhug)[2][3][22]

Любимые приёмы
- Вращение пропеллера (англ. Airplane spin)
- Бросок телом (англ. Body slam)
- Ныряющий дроп коленями (англ. Diving knee drop)
- Полный нельсон

## Титулы и награды
- Championship Wrestling from Florida
  - NWA Florida Heavyweight Championship (2 раза) 22 ноября 1976 года, West Palm Beach (Флорида)[23] 10 июня 1984 года, Орландо (Флорида)[24]
  - NWA Florida Tag Team Championship (1 раз) — с Оксом Бейкером, 2 апреля 1977 года, Окала (Флорида)[25][26]
  - NWA Southern Heavyweight Championship (Florida version) (1 раз)[27]
- Continental Wrestling Association
  - CWA World Heavyweight Championship (1 раз) 8 октября 1979, Мемфис (Теннесси)[28][29]
- International Pro Wrestling
  - IWA World Heavyweight Championship (1 раз)[30]
- NWA Big Time Wrestling
  - NWA Texas Hardcore Championship (3 раза)[31][32][33][33][34]
- NWA Mid-Pacific Promotions
  - NWA Hawaii Heavyweight Championship (1 раз)[35][36]
- NWA San Francisco
  - NWA World Tag Team Championship (San Francisco version) (2 раза) — с Патом Паттерсоном[37][38][39]
- Pro Wrestling Illustrated
  - Самый ненавистный рестлер года (1973)
  - Матч года (1977) против Бруно Саммартино 30 апреля
  - Матч года (1978) против Боба Бэклунда 20 февраля
  - PWI ставит его на 277 место среди 500 лучших рестлеров за «PWI Years» в 2003
- Зал славы и музей рестлинга
  - Введён в 2009[40]
- World Wide Wrestling Federation / World Wrestling Entertainment
  - Зал Славы WWE (введён в 2004)[41]
  - Чемпион WWWF (1 раз)[42]
  - Slammy Award (1987)
- Wrestling Observer Newsletter
  - Лучше книга в рестлинге (2006) с Китом Гринбергом
  - Зал славы WON (введён в 1996)